# إرنست سميث (لاعب كريكت)
إرنست سميث (19 أكتوبر 1869 في المملكة المتحدة - 9 أبريل 1945) (بالإنجليزية: Ernest Smith)‏ هو أستاذ مدرسة ولاعب كريكت بريطاني (وحمل سابقاً جنسية المملكة المتحدة لبريطانيا العظمى وأيرلندا).